# 聖現寺
聖現寺（せいげんじ）は、沖縄県那覇市にある東寺真言宗の寺院。

## 歴史
成化年間（1465年 - 1487年）、咄海禅師によって開山された。当初は臨済宗の寺であったが、1671年（康熙10年）に頼昌法印によって真言宗に転宗した。1734年（雍正12年）に天久宮を移設した。当寺は天久宮の別当寺でもある。
1945年（昭和20年）の沖縄戦で壊滅的打撃を受けた。1958年に再建された。

## 交通アクセス
- 路線バス上之屋停留所より徒歩8分。